# Александрова-Дубровіна Любов Олександрівна
Любов Олександрівна Алекса́ндрова-Дубро́віна (нар. 1839 — пом. 4 липня 1915) — російська актриса театру.

## Біографія
Народилася у 1839 році. Сценичну діяльність розпочала у 1852 році у Харкові в антрепризі Миколи Дюкова. Понад 50 років працювала у театрах Харкова, Казані, Саратова та інших міст (16 років працювала в антрепризі Михайла Бородая). Померла 21 червня [4 липня] 1915 року.

## Ролі
Виконувала драматичні та комедійні, побутові та салонні ролі, ролі жінок із сильним і владним характером: Серед них:
- Мурзавецька («Вовки і вівці» Олександра Островського);
- королева Єлизавета («Марія Стюарт» Фрідріха Шиллера);
- Княгиня («Чарівниця» Іполіта Шпажинського).